# Andrija Anković
Andrija Anković (Gabela, 16 luglio 1937 – Spalato, 28 aprile 1980) è stato un calciatore croato, di ruolo centrocampista.

## Carriera

### Club
Approdò nell'autunno 1958 tra le file dell'Hajduk Spalato con cui debuttò il 9 ottobre 1958 nella semifinale di Coppa di Jugoslavia persa contro il Velež Mostar. Dopo 178 presenze e 78 reti in partite ufficiali con i Majstori s mora nell'estate 1966, all'età di 28 anni, si trasferisce nel Kaiserslautern.

### Nazionale
Il suo debutto con la nazionale jugoslava risale al 1º gennaio 1960 nella partita amichevole contro il Marocco dove andò anche a segno. Partecipò alla vittoriosa spedizione alle Olimpiadi di Roma dove ottenne due presenze. La sua ultima partita con la nazionale risale al 7 giugno 1962 contro la Colombia a Cile 1962.
Indossò la maglia della nazionale per un totale di otto partite andando a segno una sola volta.

## Palmarès

### Nazionale
- Oro olimpico: 1

Roma 1960